# Nuwara Eliya
Nuwara Eliya (en tamil: நுவரேலியா ) es una ciudad de Sri Lanka, capital del distrito homónimo en la provincia Central.
Con un pintoresco paisaje y clima moderado, está considerada la zona productora de té más importante de Sri Lanka. La ciudad se encuentra dominada por el monte Pidurutalagala, la mayor elevación del país (2534 m s. n. m.).

## Geografía
Se encuentra a una altitud de 1869 m s. n. m. a 160 km de la capital nacional, Colombo, en la zona horaria UTC +5:30.

## Demografía
Según estimación de 2011, contaba con una población de 27 713 habitantes.